# Gehrels 3
Komet 82P/Gehrels, znan tudi kot Gehrels 3, je periodični komet z obhodno dobo okoli 8,4 let.
 Komet pripada Enckejevemu tipu kometov.

## Odkritje
Komet je 27. oktobra 1975 odkril nizozemsko-ameriški astronom Tom Gehrels na Observatoriju Mount Palomar v Kaliforniji v ZDA .

## Lastnosti
Komet je prišel v bližino Jupitra 15. avgusta 1970 na razdaljo samo 0,0014 a.e.
V letu 2063 pa bo prišel na razdaljo 0,075 a.e. od Jupitra.
Prvo približevanje Jupitru je zmanjšalo kometovo obhodno dobo. Drugo približevanje pa bo spremenilo njegovo obhodno dobo na 8,19 let .
Pri vsakem približevanju se  razen obhodne dobe vedno zmanjša tudi oddaljenost prisončja.
Premer kometa je 1,46 km .